# Bucky Lasek
Charles Michael „Bucky“ Lasek (* 3. Dezember 1972 in Baltimore, Maryland) ist ein US-amerikanischer Profi-Skateboarder.

## Werdegang
Lasek begann im Alter von 12 Jahren mit dem Skaten, kurz nachdem sein Fahrrad gestohlen wurde. Nachdem er an Amateur-Wettbewerben teilnahm, entdeckte ihn 1987 der ehemalige Pro-Skater Stacy Peralta. Dieser sponserte ihn und drehte mit ihm 1988 sein erstes Skate-Video mit dem Titel Public Domain. Im Jahre 1990 wurde er dann zum professionellen Skateboarder, doch zur damaligen Zeit verlor Skaten bereits an Beliebtheit und auch Laseks Karriere begann einzubrechen.
Als dann die ESPN Vert-Skating Mitte der 1990er-Jahre in die X Games aufnahmen, feierte Lasek sein Comeback und wurde einer der bekanntesten Skater. Lasek, der seit 1997 an den X Games teilnimmt, hat die meisten Teilnahmen aller Athleten (die X-Games 2022 sind sein 28. Wettkampf). Er besitzt die meisten Goldmedaillen und die meisten Medaillen insgesamt in seiner Disziplin Vert. 2006 gewann er das Toyota Pro/Celebrity Autorennen und war von 2011 bis 2016 Fahrer vom Subaru Rally Team USA. Lasek hatte Gastauftritte in den MTV-Fernsehshows Viva La Bam, Punk’d und MTV Cribs. Er ist zudem ein spielbarer Charakter in der Videospielreihe Tony Hawk’s. 2022 war er mit 49 Jahren der älteste Teilnehmer der X-Games in Chiba.

## Privatleben
Lasek wohnt in Encinitas, Kalifornien mit seiner Ehefrau und seinen zwei Töchtern.

## Autorennsport
Im Mai 2012 war Lasek einer der drei Fahrer, die vom Subaru Rally Team USA ausgewählt wurden, um an den 2012 Global RallyCross Championships teilzunehmen. In seiner Zeit bei Subaru konnte Lasek einige Zweit- und Drittplatzierungen sichern. Er verließ das Subaru Rally Team USA nach der beendeten Saison 2016.

## Sponsoren
Seine Sponsoren (Stand 2022) sind Powell-Peralta, Rockstar Energy, Vans, CBDMD, Pro-Tec, Bones Wheels, Independent, Boneless Products und Black Rifle Coffee.

## Erfundene Tricks
- MacKenzie
- Heelflip Frontside Gay Twist
- Switch Frontside 540
- Heelflip fs Invert
- Nollie Kickflip McTwist